# Le Thillot
Le Thillot is een gemeente in het Franse departement Vosges (regio Grand Est) en telt 3945 inwoners (1999). De plaats maakt deel uit van het arrondissement Épinal.

## Geografie
De oppervlakte van Le Thillot bedraagt 15,2 km², de bevolkingsdichtheid is 259,5 inwoners per km².
De onderstaande kaart toont de ligging van Le Thillot met de belangrijkste infrastructuur en aangrenzende gemeenten.

## Demografie
Onderstaande figuur toont het verloop van het inwonertal (bron: INSEE-tellingen).